# قانون اساسی بریتانیا
قانون اساسی پادشاهی متحده بریتانیای کبیر و ایرلند شمالی مجموعه‌ای از قوانین و اصول است که بدنه سیاسی بریتانیا را تشکیل می‌دهد. این قانون شامل رابطه بین دولت و مردم و عملکرد قوه مقننه، مجریه و قضائیه است. بر خلاف بسیاری از کشورهای دیگر بریتانیا یک سند مشخص برای قانون اساسی ندارد به این دلیل به آن قانون اساسی «نانوشته» گفته می‌شود. بیشتر اصول قانون اساسی بریتانیا برگرفته از اسناد اساسنامه، رویه قضایی، کتاب وظایف مسئولان و معاهدات می‌باشد. قانون اساسی شامل منابع دیگری همچون مجمع قانون اساسی پارلمان است.
پایه و اساس قانون اساسی بریتانیا از زمان انقلاب باشکوه در سال ۱۶۸۸ به عنوان دکترین حاکمیت پارلمانی توصیف شده‌است که بر اساس آن مصوبات پارلمان به عنوان برترین و آخرین منبع قوانین محسوب می‌شود. این دکترین شرح می‌دهد که مجلس تنها با مصوبه‌ای می‌تواند قانون اساسی را تغییر دهد. بحث‌های دربارهٔ معتبر بودن شیوه حاکمیت پارلمانی به ویژه به دلیل عضویت بریتانیا در اتحادیه اروپا وجود دارد.